# Slag bij Cissa
De  Slag bij Cissa vond plaats tijdens de Tweede Punische Oorlog. Deze werd in de herfst van 218 v.Chr. gestreden ten zuiden van het Griekse kolonistenstadje Tarraco, het huidige Tarragona, in het noordoosten van Hispania. Een Romeins leger onder Gnaius Cornelius Scipio Calvus versloeg een kleiner Carthaags leger onder Hanno, waarmee hij het terrein ten noorden van de Ebro terugwon dat in de zomer van dat jaar door Carthago veroverd was.

## Strategische situatie
Na het succesvolle beleg van Saguntum had Hannibal Barkas zijn leger eerst wat rust gegund, alvorens in de zomer van 218 v.Chr. richting Italië op te trekken. Hij had aanvankelijk (volgens Polybius) 90.000 man voetvolk en 12.000 man cavalerie. Om te beginnen veroverde hij die zomer het gebied ten noorden van de Ebro. Hij onderwierp de plaatselijke Iberische stammen maar liet de Griekse steden ongemoeid; Hannibal trok verder naar Gallië.
Ondertussen had Rome twee legers uitgerust om respectievelijk Hispania en Africa binnen te vallen. Een van die legers zou, onder leiding van consul Publius Cornelius Scipio, naar Hispania gaan met 22.000 man op 60 quinqueremen. Het andere leger, onder consul Tiberius Sempronius Longus, zou naar Africa varen, geëscorteerd door 170 schepen.
Terwijl Hannibal door Gallië marcheerde, landde Scipio in de Griekse nederzetting Massilia (het huidige Marseille), die toen bondgenoot van Rome was. Hij zond een cavalerie-patrouille noordwaarts het Rhônedal in. Dit leidde tot een treffen met een soortgelijke Numidische strijdmacht, die werd teruggeslagen. Hieruit leidde Scipio af dat Hannibal nog minstens drie dagmarsen verwijderd was. Hij besloot toen zijn leger naar Hispania door te sturen, terwijl hij zelf naar Italië terugkeerde om de verdediging te gaan organiseren. Hij droeg de bevelvoering over op zijn broer Gnaius Cornelius Scipio Calvus.

## Voorspel
Hasdrubal Barkas, de jongere broer van Hannibal, had 12.650 man infanterie, 2.550 man cavalerie en 21 olifanten ter beschikking om de Carthaagse bezittingen ten zuiden van de Ebro te beschermen. Hannibal had een zekere Hanno met een garnizoen van 10.000 man infanterie en 1.000 man cavalerie in het pas veroverde gebied ten noorden van de Ebro gelaten. Deze Hanno is volgens sommige auteurs Hannibals oomzegger (zoon van Hasdrubal de Schone), of een broer, of helemaal geen familie.
Gnaius was met 20.000 man infanterie (2 Romeinse legioenen and 2 auxiliae), 2.200 man cavalerie en 60 quinqueremen komen varen vanuit Massilia en landde bij Emporiae, het huidige Catalaanse Empúries in Hispania. De Griekse kolonisten in Emporiae en Tarraco verwelkomden de Romeinen, en Gnaius begon de Iberische stammen voor zich te winnen. Hasdrubal Barkas werd hierover gewaarschuwd en marcheerde vervolgens noordwaarts met een leger van 8.000 man voetvolk en 1.000 man cavalerie om zich bij Hanno te kunnen voegen (Livius, XXI 23, 60.).

## De slag
Hanno was door de komst van de Romeinen volledig verrast. Omdat hij zag dat de greep van de Carthagers op de pas veroverde Iberische stammen aan het verslappen was door Gnaius’ activiteiten, besloot hij op een veldslag aan te sturen. Hanno marcheerde op om de Romeinen aan te vallen ten zuiden van Tarraco, bij een stadje dat Cissa of Kissa heette. Er kwamen geen briljante manoeuvres of hinderlagen aan te pas; de legers stelden zich in het gelid op en stormden op elkaar af. Omdat Hanno met 2 tegen 1 in de minderheid was, werd hij met gemak verslagen, waarbij hij 6.000 man in de slag zelf verloor.
Bovendien konden de Romeinen zijn legerkamp met nog eens 2.000 man innemen; Hanno werd hierbij gevangengenomen. Het kamp bevatte alle bagage die Hannibal had achtergelaten (Polybius, III 33, 76). Onder de gevangenen was ook Indibilis, een invloedrijk Iberisch stamhoofd, dat de Romeinen nog ernstige moeilijkheden zou bezorgen in de slag bij de Boven-Baetis. De Romeinen bestormden vervolgens het stadje Cissa, dat tot hun teleurstelling echter geen waardevolle buit bleek te bevatten (Livius, XXI 60).

## Nasleep
Gnaius had Hispania ten noorden van de Ebro nu onder controle. Hasdrubal, die te laat kwam om Hanno te kunnen helpen en niet sterk genoeg was om de Romeinen te kunnen aanvallen, stak de rivier over en liet een zeer mobiele colonne lichte cavalerie met infanterie een uitval doen. Een Romeinse vloot, die net aan het bunkeren was, viel hen ten prooi. Die werd zo toegetakeld dat er van de 60 schepen nog maar 35 inzetbaar waren. Deze Romeinse vloot deed echter nog wel aanvallen op Carthaagse bezittingen in Hispania. Rome's prestige in Hispania was nu gevestigd, dat van de Carthagers had een knauw gekregen.
Als Hanno deze slag gewonnen had, had Hannibal misschien al in 217 v.Chr. versterking kunnen krijgen vanuit Hispania. De verbindingen over land tussen Hannibal en de Carthaagse bezittingen in Hispania waren nu echter afgesneden. 

Deze slag leverde voor Gnaius hetzelfde op als de Slag bij de Trebia voor Hannibal in Italië: een veilige uitvalsbasis voor zijn operaties, het voor zich kunnen winnen van plaatselijke stammen, die voorraden en rekruten konden leveren. Anders dan Hannibal lanceerde Gnaius niet meteen een grote campagne op vijandelijk gebied. Hij zou zich ook nooit zo ver van zijn basis verwijderen als Hannibal. Hij nam de tijd om zijn veroveringen te consolideren, Iberische stammen te onderwerpen of ze voor zich te winnen en uitvallen te doen op Carthaags gebied. Hiermee werd de basis gelegd voor toekomstige Romeinse operaties in Hispania.